# Banc de Luxemburg
El Banc de Luxemburg fundat el 1920, és una de les institucions financeres més importants de Luxemburg. Amb decisions preses a nivell local, ofereix la seva experiència independent de gestió de patrimoni als clients amb seu a Luxemburg i a la resta d'Europa.

## Història
Fundada el 1920 a partir de dos bancs: la sucursal a Luxemburg del Crédit Industriel d'Alsace et de Lorraine (CIAL) i la Banque Mathieu Fréres, la història del Banc de Luxemburg està estretament vinculada amb el sorgiment del centre financer de Luxemburg,.
- 1920: Banque d'Alsace et de Lorraine, més tard Crédit Industriel d'Alsace et de Lorraine (CIAL), va obrir la seva primera sucursal a Luxemburg.
- 1937: Banque Mathieu Frères, precursor del Banc de Luxemborg, es funda.
- 1969: CIAL es converteix en un important accionista de Banque Mathieu Frères.
- 1977: Deutsche Bank Luxembourg SA es converteix en accionista de Banque Mathieu Frères, que canvia el seu nom pel Banc de Luxemburg.
- 1991: Banc de Luxemburg es fa càrrec de les activitats de Luxemburg de CIAL.
- 1994: El banc obre la seva nova seu social al bulevard Royal, 14 a la Ciutat de Luxemburg.
- 1999: Banc de Luxemburg llança «Fons-Market SA», un assessor de fons independent.
- 2002: Després de la seva reestructuració el Deutsche Bank ven la seva participació del 28.95% en el Banc de Luxemburg al Grup CIC, que es converteix en un accionista a través de la Banque Fédérative du Crédit Mutuel (societat holding del Grup CIC).
- 2005: Banque de Luxembourg Fund Research & Asset Management (BL FRAM), reuneix les seves competències en matèria d'experiència analítica i gestió del banc.
- 2010: Banc de Luxemburg obre una sucursal a Bèlgica amb dues oficines a Brussel·les i Arlon.[2]